# Ridsport vid olympiska sommarspelen 1992
Ridsport vid olympiska sommarspelen 1992 arrangerades mellan 28 juli och 9 augusti i Barcelona. Tävlingarna hölls på anläggningen Real Club de Polo de Barcelona.

## Medaljtabell
| Pl. | Nation        | Guld | Silver | Brons | Totalt |
| --- | ------------- | ---- | ------ | ----- | ------ |
| 1   | Tyskland      | 3    | 2      | 2     | 7      |
| 2   | Australien    | 2    | 0      | 0     | 2      |
| 3   | Nederländerna | 1    | 2      | 0     | 3      |
| 4   | Nya Zeeland   | 0    | 1      | 1     | 2      |
| 5   | Österrike     | 0    | 1      | 0     | 1      |
| 6   | USA           | 0    | 0      | 2     | 2      |
| 7   | Frankrike     | 0    | 0      | 1     | 1      |

## Medaljsammanfattning

### Dressyr
| Gren                            | Guld | Guld | Silver | Silver | Brons                                                                                              | Brons                                                                                              |
| ------------------------------- | --- | --- | --- | --- | -------------------------------------------------------------------------------------------------- | -------------------------------------------------------------------------------------------------- |
| Individuell dressyr detaljer    | Nicole Uphoff Rembrandt Tyskland                                                                          | Nicole Uphoff Rembrandt Tyskland                                                                          | Isabell Werth Gigolo Tyskland                                                                                       | Isabell Werth Gigolo Tyskland                                                                                       | Klaus Balkenhol Goldstern Tyskland                                                                 | Klaus Balkenhol Goldstern Tyskland                                                                 |
| Lagtävlingen i dressyr detaljer | Tyskland Klaus Balkenhol Goldstern Nicole Uphoff Rembrandt Monica Theodorescu Grunox Isabell Werth Gigolo | Tyskland Klaus Balkenhol Goldstern Nicole Uphoff Rembrandt Monica Theodorescu Grunox Isabell Werth Gigolo | Nederländerna Tineke Bartels Courage Anky van Grunsven Bonfire Ellen Bontje Larius Annemarie Sanders Sanders-Keyzer | Nederländerna Tineke Bartels Courage Anky van Grunsven Bonfire Ellen Bontje Larius Annemarie Sanders Sanders-Keyzer | USA Robert Dover Lectron Carol Lavell Gifted Charlotte Bredahl Monsieur Michael Poulin Graf George | USA Robert Dover Lectron Carol Lavell Gifted Charlotte Bredahl Monsieur Michael Poulin Graf George |

### Fälttävlan
| Gren                               | Guld | Guld | Silver | Silver | Brons | Brons |
| ---------------------------------- | --- | --- | --- | --- | --- | --- |
| Individuell fälttävlan detaljer    | Matthew Ryan Kibah Tic Toc Australien                                                                       | Matthew Ryan Kibah Tic Toc Australien                                                                       | Herbert Bloecker Feine Dame Tyskland                                                                           | Herbert Bloecker Feine Dame Tyskland                                                                           | Blyth Tait Messiah Nya Zeeland                                                                                    | Blyth Tait Messiah Nya Zeeland                                                                                    |
| Lagtävlingen i fälttävlan detaljer | Australien David Green Duncan II Gillian Rolton Peppermint Grove Andrew Hoy Kiwi Matthew Ryan Kibah Tic Toc | Australien David Green Duncan II Gillian Rolton Peppermint Grove Andrew Hoy Kiwi Matthew Ryan Kibah Tic Toc | Nya Zeeland Blyth Tait Messiah Andrew Nicholson Spinning Rhombus Mark Todd Welton Greylag Victoria Latta Chief | Nya Zeeland Blyth Tait Messiah Andrew Nicholson Spinning Rhombus Mark Todd Welton Greylag Victoria Latta Chief | Tyskland Herbert Bloecker Feine Dame Ralf Ehrenbrink Kildare II Matthias Baumann Alabaster Cord Mysegages Ricardo | Tyskland Herbert Bloecker Feine Dame Ralf Ehrenbrink Kildare II Matthias Baumann Alabaster Cord Mysegages Ricardo |

### Hoppning
| Gren                             | Guld                                                                                       | Guld                                                                                       | Silver | Silver | Brons | Brons |
| -------------------------------- | ------------------------------------------------------------------------------------------ | ------------------------------------------------------------------------------------------ | --- | --- | --- | --- |
| Individuell hoppning detaljer    | Ludger Beerbaum Classic Touch Tyskland                                                     | Ludger Beerbaum Classic Touch Tyskland                                                     | Piet Raymakers Ratina Z Nederländerna                                                                       | Piet Raymakers Ratina Z Nederländerna                                                                       | Norman Dello Joio Irish USA                                                                                             | Norman Dello Joio Irish USA                                                                                             |
| Lagtävlingen i hoppning detaljer | Nederländerna Piet Raymakers Ratina Z Bert Romp Waldo E Jan Tops Top Gun Jos Lansink Egano | Nederländerna Piet Raymakers Ratina Z Bert Romp Waldo E Jan Tops Top Gun Jos Lansink Egano | Österrike Boris Boor Love Me Tender Joerg Muenzner Graf Grande Hugo Simon Apricot D Thomas Fruehmann Genius | Österrike Boris Boor Love Me Tender Joerg Muenzner Graf Grande Hugo Simon Apricot D Thomas Fruehmann Genius | Frankrike Hervé Godignon Quidam de Revel Hubert Bourdy Razzina du Poncel Michel Robert Nonix Eric Navet Quito de Baussy | Frankrike Hervé Godignon Quidam de Revel Hubert Bourdy Razzina du Poncel Michel Robert Nonix Eric Navet Quito de Baussy |

Denna tabell: visa • redigera